# Sondanès
El sondanès (Basa Sunda, o 'llengua de la Sonda') és una llengua del grup de les llengües malaiopolinèsies que parlen uns 39 milions de persones a la part occidental de l'illa de Java, cosa que representa un 15% de la població d'Indonèsia.
És una llengua força propera al madurès i al malai, i no tant al javanès. Té sis dialectes, el més estès dels quals és el priangan, que s'ensenya a l'escola primària i secundària a l'oest de Java.
El sondanès ha tingut diversos sistemes d'escriptura al llarg del temps, i actualment empra l'alfabet llatí.

Llengües majoritàries parlades a les illes de Java, Madura i Bali. Antigament, el sondanès s'havia parlat a tota la meitat oest de Java.